# The National (banda)
The National és una formació d'indie rock formada el 1999, entre amics de Cincinnati, Ohio. Les seves influències van des de Bruce Springsteen a Tindersticks. La composició i interpretació de les lletres de la formació pertany a Matt Berninger en un distintiu i profund to de baríton. La resta de la formació comprèn dues parelles de germans, Aaron i Bryce Dessner i Scott i Bryan Devendorf. Padma Newsome, pertanyent a una formació germana, Clogs, sovint contribueix amb instruments de cordes, teclats i altres arranjaments instrumentals. Se'ls ha comparat amb Joy Division, Leonard Cohen, Wilco i Nick Cave and the Bad Seeds. El grup va triar com a nom The National perquè «no significava res» i perquè «era benigne i sense significat».

## Discografia
Àlbums
- The National (2001)
- Sad Songs for Dirty Lovers (2003)
- Alligator (2005)
- Boxer (2007)
- High Violet (2010)
- Trouble Will Find Me (2013)
- Sleep Well Beast(2017)
- I Am Easy To Find (2019)
- First Two Pages of Frankenstein (2023)
- Laugh Track (2023)

EPs
- Cherry Tree (EP) (2004)

Singles
- Lit Up (Beggars Banquet Records, 2005)
- Secret Meeting (Beggars Banquet Records, 2005)
- Abel (Beggars Banquet Records, 2005)
- Mistaken For Strangers (Beggars Banquet Records, 2007)
- Apartment Story (Beggars Banquet Records, 2007)
- Fake Empire (Beggars Banquet Records, 2008)